# Jezerski Stog
Il Jezerski Stog con 2.040 m s.l.m. è una montagna della Catena del Tricorno della Slovenia compresa nel parco nazionale del Tricorno.